# Procymate
Procymate (Equipax) là một dẫn xuất carbamate là một loại thuốc an thần và giải lo âu. Nó trước đây được sản xuất và bán trên thị trường Bỉ. Liều thông thường cho người lớn là 800 đến 1200 mg mỗi ngày. Procymate chia sẻ một cấu trúc và cơ chế hoạt động tương tự với các thuốc liên quan hexapropymate và phenprobamate.